# ارکیده دارزی
ارکیده دارزی (نام علمی: Cypripedium calceolus) نام یک گونه از تیره ثعلبیان است.